# Beaurecueil
Beaurecueil é uma comuna francesa na região administrativa da Provença-Alpes-Costa Azul, no departamento de Bouches-du-Rhône. Estende-se por uma área de 9,86 km². Em 2010 a comuna tinha 641 habitantes (densidade: 65 hab./km²).